# Edificio Film Center
El Edificio Film Center (en inglés: Film Center Building)  es un edificio histórico de Nueva York, Nueva York. Es un bloque de 13 pisos de oficinas de cáterin para empresas relacionadas con la producción y explotación de cine, teatro, música y audio. Se encuentra en el 630 de la Novena Avenida, entre las calles 44  y 45. Fue construido en 1928-1929 en estilo art déco por Ely Jacques Kahn de la firma de Buchman & Kahn.
El Edificio Film Center se encuentra inscrito como un Hito Histórico Neoyorquino en la Comisión para la Preservación de Monumentos Históricos de Nueva York al igual que en el Registro Nacional de Lugares Históricos desde el 7 de septiembre de 1984. 

## Ubicación
El Edificio Film Center se encuentra dentro del condado de Nueva York en las coordenadas 40°45′35″N 73°59′30″O / 40.759722, -73.991667.